# Симон Лимбургский
Симон де Лимбург (Simon De Limbourg) — католический церковный деятель XII века. Был одним из кандидатов на место князя-епископа Льежа, опустевшее после гибели его двоюродного брата Альберта. По решению папы Целестина III 18 сентября 1194 года кафедру занял его соперник Альберт де Квик. В 1195 году Симон стал кардиналом-дьяконом с неизвестным в настоящий момент титулом.